# Ґундаурі (Кеда)
Ґундаурі (груз. გუნდაური) — село в Грузії.
За даними перепису населення 2014 року в селі проживає 218 осіб.